# 泮村燈會
泮村燈會起源於中国明朝。延续至今已有五百多年历史的民間習俗。2008年，已經列入國家非物質文化遗產。每年正月十三，都會於廣東省江門市开平水口鎮泮村乡厅泉鄺公祖祠舉辨燈會，以祈求風調雨順，國泰民安。分打燈，送燈，起燈，舞燈，打燈5个環節。由3支4米高的大花燈，伴随醒狮，金龍，鑼鼓，鞭炮巡游，乃至泮村鄉42個自然村。

## 历史
泮村灯会相传始于明朝（1464年正月十三），至今（2020年）已有五百五十六年历史。每逢农历正月十三当天，泮村村民们抬着三牲祭品，以罗伞彩旗开路，三个大花灯采取不同方向、不同路线游遍泮村四十八个自然村，每到一条村，都是鞭炮齐鸣，村民舞着金龙或醒狮在村口迎送，并一起游村。从早晨到黄昏，游遍全乡。
泮村灯会曾因战乱和特殊原因一度停顿，改革开放后，新时代首届泮村灯会于1985年起舞，农历正月十三日，泮村全乡家家户户，张灯结彩，炮竹震天，龙狮共舞，伴随四米多高的大花灯，由早到晚，巡游全乡四十二条邝姓自然村。从2004年开始，泮村灯会每年一小舞、三年一大舞，每隔六十年（凡甲申年）搞一次盛大庆典，意在进一步推广泮村灯会，使这项传统文化得以发展、传承。因其全过程包括扎灯、送灯、起灯、舞灯、打灯，故择其名为“泮村灯会”。同时于四年后，即2008年6月列入第二批国家级非物质文化遗产名录。
2024年2月2日泮村灯会（花灯）亮相2024“点亮中国灯”主会场，2月22日，甲辰年泮村灯会為新型冠狀病毒疫情後首次花灯巡遊。